# إيرين أوبراين (كاتبة)
إيرين أوبراين (بالإنجليزية: Erin O'Brien)‏ (1965)؛ روائية أمريكية.